# Laglord
Laglorderna (Law Lords; formellt Lords of Appeal in Ordinary) var de ledamöter av brittiska överhuset, vanligen livstidspärer, som hade till uppgift att utöva dess dömande funktion.
Laglorderna infördes i och med the Appellate Jurisdiction Act, som trädde i kraft 1877. Bakgrunden var ett ökande antal överklaganden som skulle hanteras av det brittiska överhuset. I takt med fler överklaganden ökade också behovet av juridiskt kunniga domare.
Den nya lagen innebar att regenten kunde utse ett antal laglorder som hade till uppgift att särskilt hantera överklaganden. De två första laglorderna var den engelska Lord Blackburn och den skotska Lord Gordon of Drumearn.
Laglordernas funktion upphörde i och med att Storbritanniens högsta domstol påbörjade sitt arbete den 1 oktober 2009.